# Neoterebra sterigmoides
Neoterebra sterigmoides é uma espécie de gastrópode do gênero Neoterebra, pertencente a família Terebridae.